# هانا نوفوساد
هانا إيخوروفنا نوفوساد (بالأوكرانية: Ганна Ігорівна Новосад;) هي سياسية أوكرانية من حزب خادم الشعب ولدت في يوم 28 يوليو 1990 في بلدة ليدزهين في فينيتسا أوبلاست. أكملت دراسة العلوم السياسية من جامعة تاراس شفتشينكو الوطنية في كييف. أصبحت وزيرة التعليم والعلوم من أغسطس 2019 إلى مارس 2020 في حكومة أوليكسي هونشاروك.